# La Dénonciation
La Dénonciation es una película francesa de 1962 dirigida por Jacques Doniol-Valcroze.
Es una de las dos únicas películas que abordan el tema de la OES durante la era de la Nouvelle vague francesa, junto con Le petit soldat (1961) de Jean-Luc Godard.

## Sinopsis
Michel Jussieu, productor de cine, regresa una mañana al cabaré donde olvidó su suéter. Es el testigo involuntario del asesinato de un periodista de extrema derecha. Reconoce a Eléonore y Patrice, miembros de una organización política secreta, conocida desde los años de la Resistencia. Queda inconsciente y se despierta en presencia del comisario Malferrer, a cargo de la investigación. Inocente, Michel niega su participación en este asesinato, pero no se atreve a denunciar a los verdaderos culpables, porque Michel está obsesionado por el recuerdo de otro interrogatorio 20 años antes, donde, frente a la Gestapo, se quebró.

## Reparto
- Maurice Ronet: Michel Jussieu.
- Françoise Brion: Elsa Jussieu.
- Nicole Berger: Éléonore Germain
- Sacha Pitoëff: Comisario Malferrer.
- Raymond Gérôme: Pierre Malet.
- Michèle Grellier: Victoire, secretaria de Jussieu.
- François Maistre: Patrice de Laborde.
- Laurent Terzieff: el recitador.
- France Anglade
- Jean-Claude Darnal: Jérôme Loineau, el traductor.
- Marc Eyraud: Simon, el director.
- Gisèle Hauchecorne (seudónimo de Gisèle Braunberger, esposa del productor): Juliette.
- Florence Loinod (Florence Doniol-Valcroze, hija del director): hija de Michel y Elsa Jussieu.
- Michael Lonsdale: Inspector Mercier, asistente de Malferrer.
- Jacques Santi: Eddy Soulinas.
- Jacques Seiler: el hombre del 403 negro.
- Léon Elkenbaum: oficial de la Gestapo.
- Roland Dubillard (como Roland Grégoire): juez de épuration.
- Boramy Kassano (seudónimo de Boramy Tioulong): Li, mayordomo de los Jussieu.

## Premios
- Festival Internacional de Cine de San Sebastián 1962: Concha de Plata.[2][3]